# Rommulo Vieira Conceição
Rommulo Vieira Conceição  é artista visual que trabalha com diversos meios, como a instalação, a escultura, o desenho, a fotografia e, mais recentemente a pintura explorando a percepção do espaço contemporâneo e as relações do homem contemporâneo no espaço.
Nasceu em 1968, em Salvador (BA), onde começou seus estudos em artes e reside em Porto Alegre (RS) desde 2000, onde teve orientação artística de Jailton Moreira, no Espaço Torreão (2000 – 2003); e onde desenvolveu seu mestrado (2005 – 2007) em poéticas visuais no Instituto de Artes da Universidade Federal do Rio Grande do Sul (UFRGS).
Desde 2000 realiza exposições individuais e coletivas, além de residências artísticas, no Brasil e no exterior, tais como: o Rumos Itaú Cultural, em 2006; a exposição individual em Ekenäs, na Finlândia, em 2009; a exposição Agora/Ágora, no Santander Cultural de Porto Alegre, em 2011; a participação da 8ª e da 10ª Bienal do MERCOSUL, em 2011 e 2015; a exposição Latin America/Los Angeles no Fowler Museum, em Los Angeles, em 2017. 
Participou da exposição Casa Brasileira, no MAR, Rio de Janeiro, em 2020/21; e como artista convidado da exposição Mostra 2020 do Programa de Exposições  CCSP, 2020/21 . 
Ganhou alguns prêmios, dentre os quais Rumos Itaú Cultural (2006), FUNARTE (2009 e 2012); PIPA (2010, 2011), Marcantônio Vilaça – FUNARTE (2012) e foi indicado duas vezes ao Prêmio Açorianos de Artes Plásticas (2010 e 2012). Atualmente, mora e trabalha em Porto Alegre, Rio Grande do Sul.
Rommulo possui textos escritos por Agnaldo Farias , Angélica de Moraes, Bruna Fetter, Cíntia Guedes, Roberto Conduru, Paulo Herkenhoff e Tadeu Chiarelli e tem obras em acervos públicos e particulares.

### Obras em coleções públicas

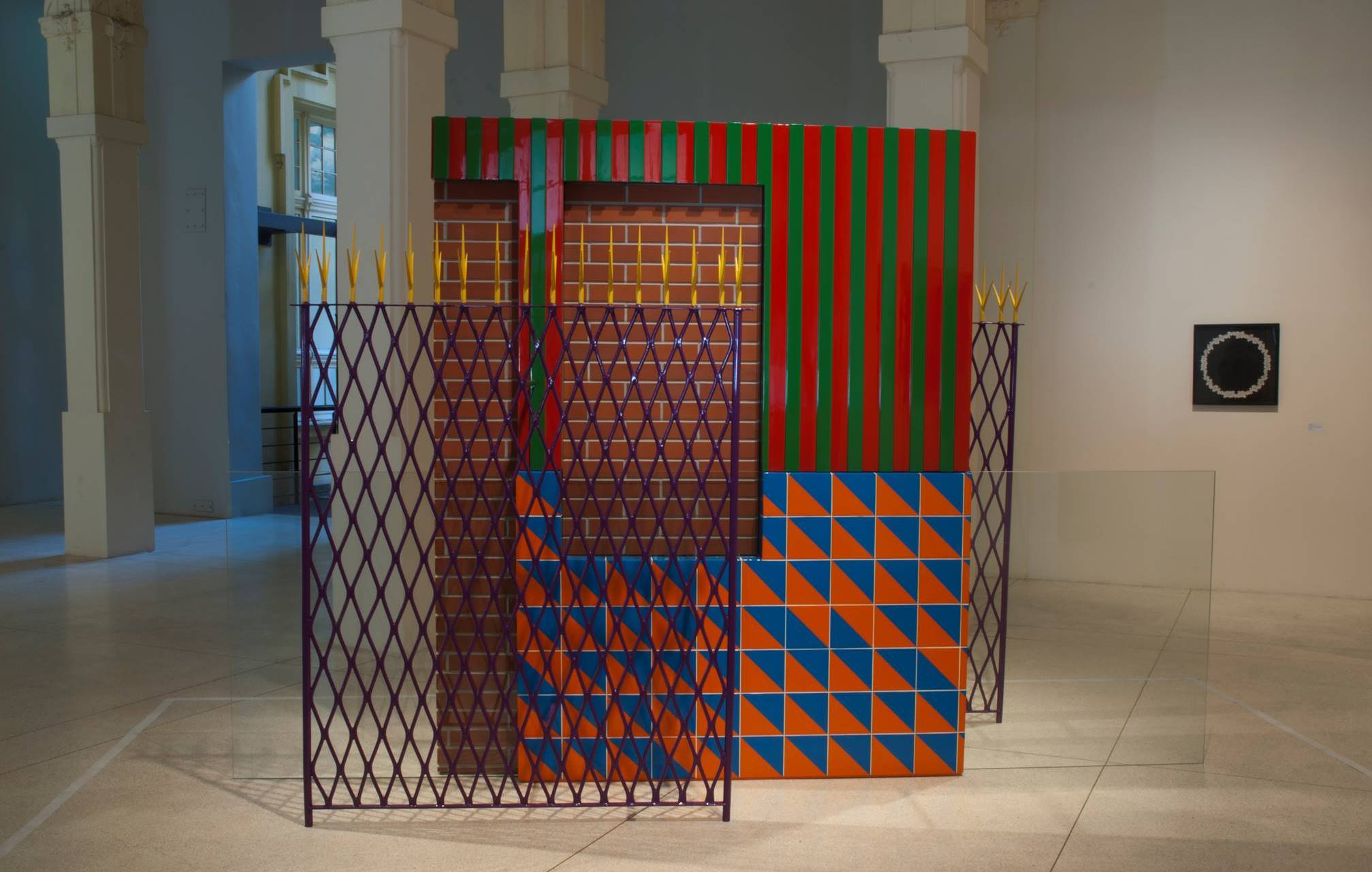
"A fragilidade dos negócios humanos pode ser um limite espacial incontestável". Instalação/Escultura. 400 x 300 x 250 cm. 2015. Acervo do Museu de Arte do Rio (MAR)
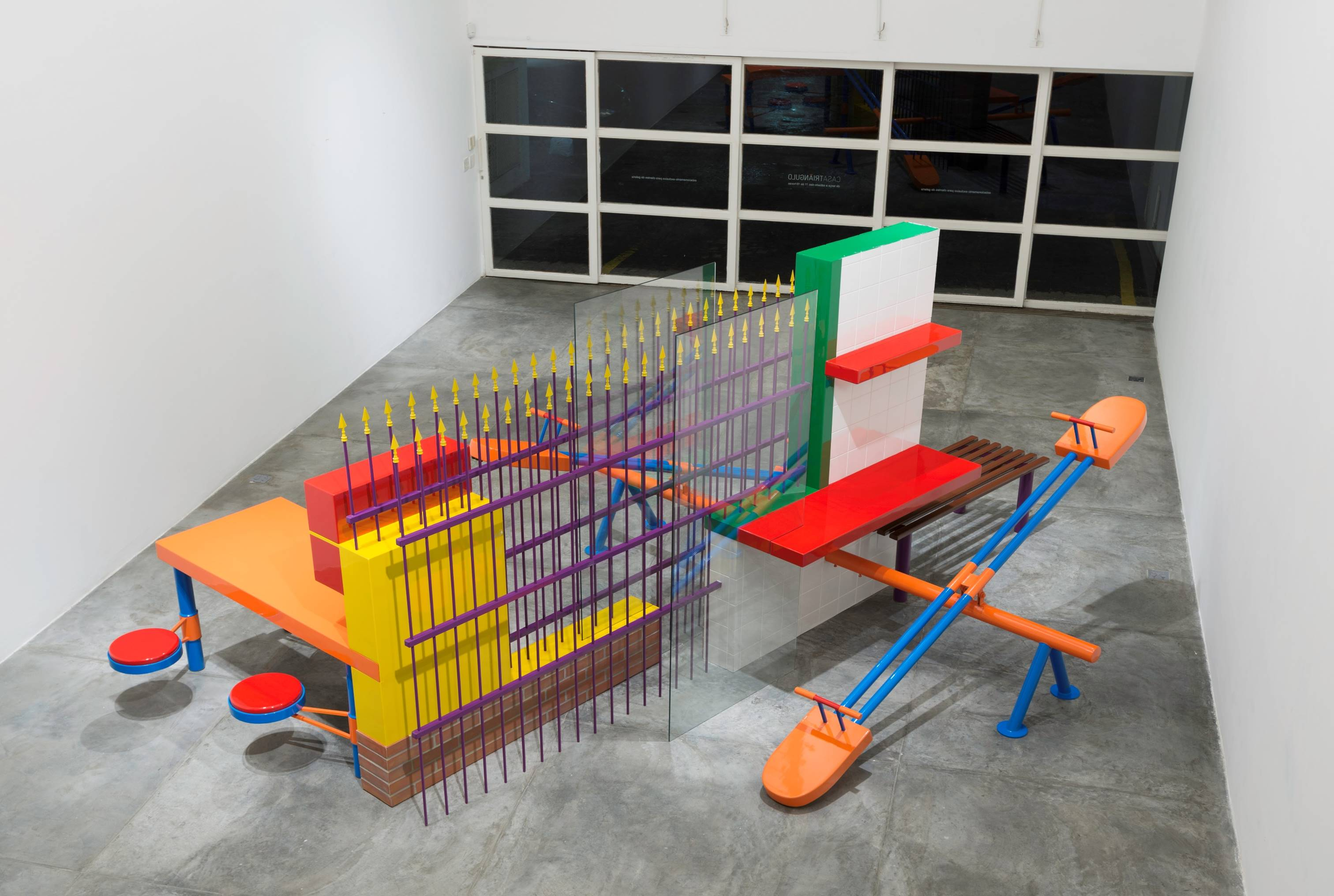
Estruturas Dissipativas: Gangorra. Instalação. 220 x 440 x 450 cm. 2013. Fotografia de Edouard Fraipont.
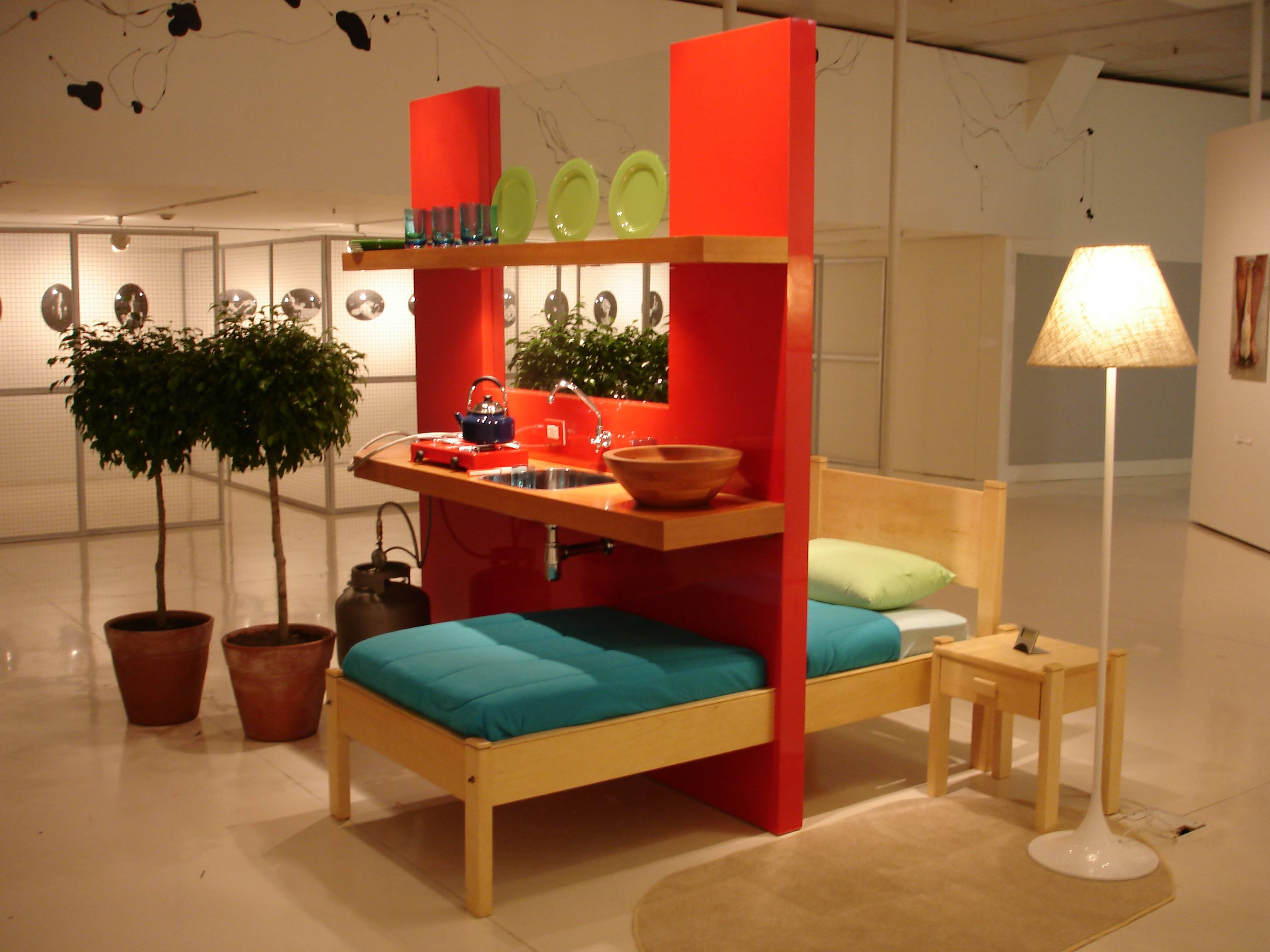
Rommulo Vieira Conceição. Quarto-Cozinha (nº6). Instalação. 230 x 400 x 350 cm. 2006. Registro fotográfico na exposição Rumos Itaú Cultural, 2005-2006. Acervo do Museu de Arte do Rio Grande do Sul (MARGS).
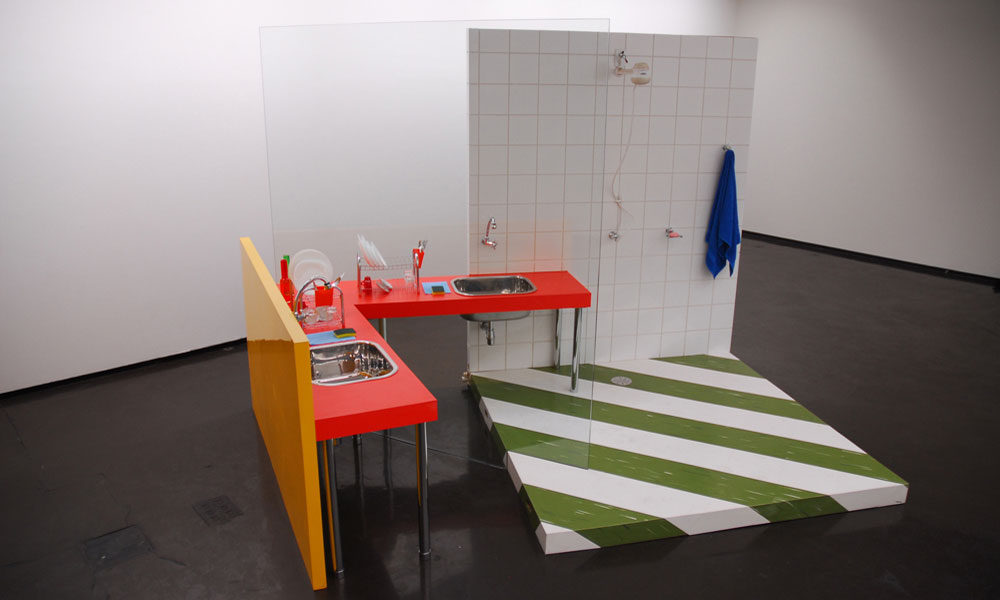
Rommulo Vieira Conceição. Cozinha-Banheiro. 260 x 360 x 220 cm Instalação. 2008. Acervo do Museu de Arte Contemporânea do Rio Grande do Sul (MACRS)
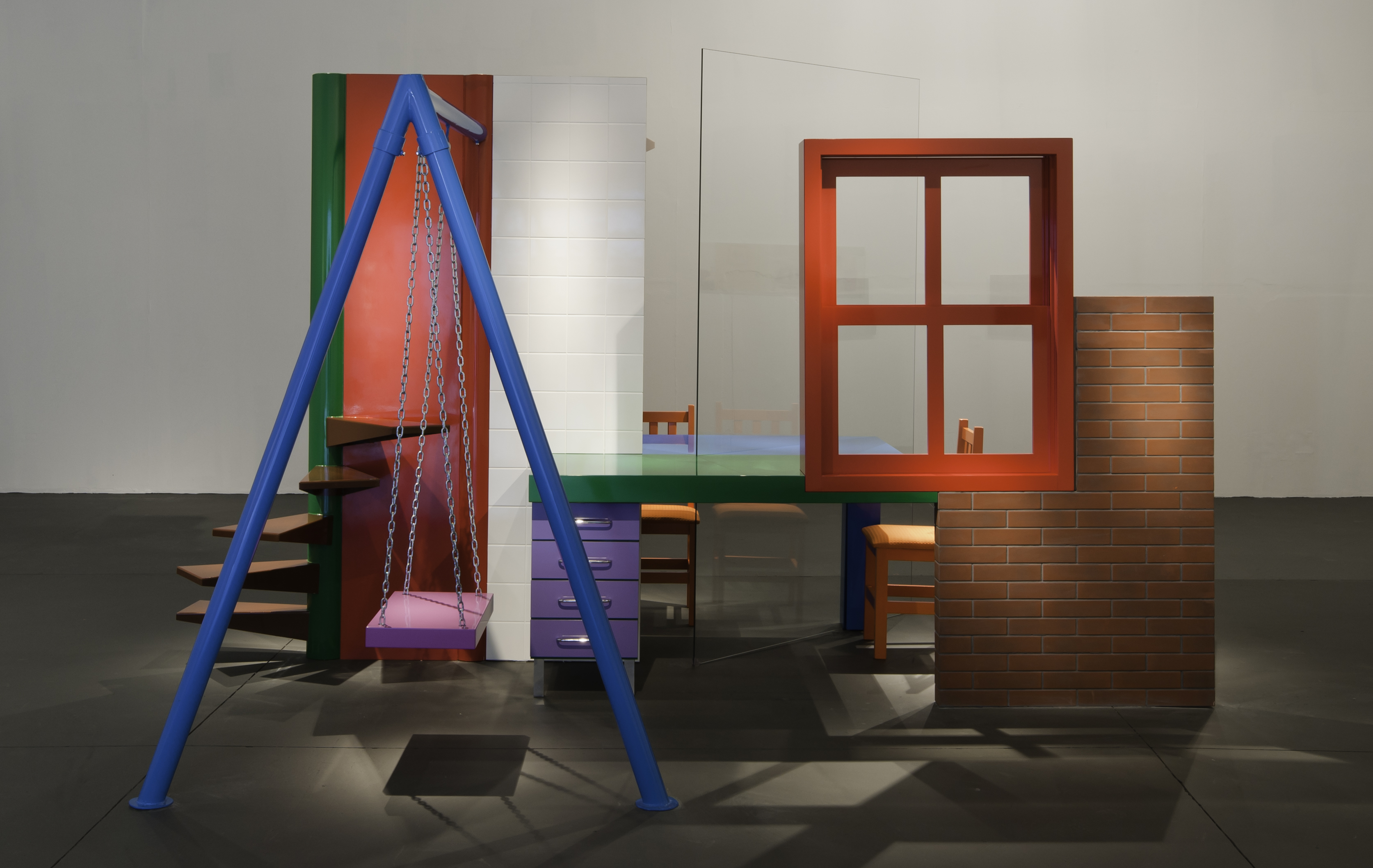
Rommulo Vieira Conceicao. Estruturas Dissipativas Balanço. 400 x 280 x 250 cm. Instalação. 2012. Acervo do Museu de Arte Contemporânea da Universidade de São Paulo (MAC/USP). Fotografia de Edouard Fraipont